# Osman Nuri paša
Osman Nuri bej později paša známý také jako Gazi Osman paša (1832 Tokat – 5. dubna 1900 Cařihrad) byl osmanský polní maršál, který velel osmanským silám během obléhání Plevna v roce 1877. I když neúspěšně bránil město, získal titul Gazi („válečník“ nebo „veterán“) za statečnost v držení města po dobu pěti měsíců proti silnějším rusko-rumunským silám. Byl vyznamenán mnoha osmanskými řády. Sultán ho jmenoval Maršálkem paláce a na počest jeho úspěchů byla složena osmanská vojenská hymna zvaná Plevenský pochod. Na jeho počest bylo přejmenováno istanbulské předměstí Taşlıtarla na Gaziosmanpaşa .

## Raný život a vzdělání
Osman Nuri se narodil v prominentní rodině Yağcıoğulları ve městě Tokat ve střední Anatolii. Jeho otec byl úředníkem a brzy po Osmanově narození byl přeložen do hlavního města, a tak se rodina přestěhovala do Cařihradu. Osman navštěvoval vojenskou střední školu v Beşiktaş, v roce 1852 byl vyřazen z osmanské vojenské školy jako poručík a na začátku krymské války nastoupil k jezdectvu.

## Vojenská kariéra

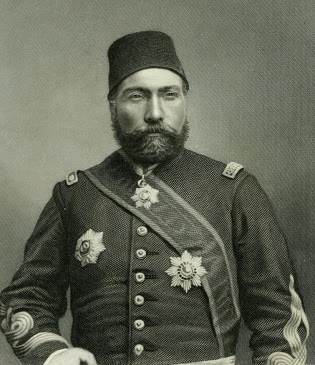
Osman paša v počátcích své vojenské kariéry

### Počátek
Sloužil na Krymu, kde byl pro svou statečnost povýšen do hodnosti nadporučíka. Po skončení války byl převelen ke generálnímu štábu a o rok později byl povýšen do hodnosti kapitán s titulem bej. V roce 1859 byl jmenován představitelem armády při vytváření katastrální mapy Osmanské říše.

### Postup
V roce 1861 byl kvůli povstání v Sýrii vyslán do Bejrútského vilájetu. V roce 1866 byl převelen na Krétu, kde vypukla rozsáhlá revolta. Když si jeho úspěchů všiml Omar Latas paša, byl povýšen do hodnosti plukovník a vyznamenán Řádem Medžidie třetí třídy. Jeho další postupem byl Jemen v roce 1868, kde byl povýšen do hodnosti generálmajora s titulem paša, ale pro nemoc, která ho postihla v roce 1871, se musel vrátit do Cařihradu.
Po několika měsících odpočinku byl pověřen velením třetí armády v Rumélii. V roce 1873 byl povýšen do hodnosti generálporučík a na krátkou dobu se vrátil znovu do Cařihradu. Poté byl převelen do Skadaru a později do Bosny. Tam nepobyl dlouho, protože si nerozuměl s místním guvernérem, takže byl převelen ke čtvrté armádě. V roce 1876 Srbské knížectví vyhlásilo Osmanské říši válku. Osman Paša, který měl v té době své sídlo ve Vidinu, porazil srbskou armádu, ale podlehl Černohorcům v bitvě u Vučiho Dolu. Následně v dubnu 1877 Rusko vyhlásilo Turecku válku. Ruská vojska překročila Dunaj do Bulharska a Osman dostal rozkaz se svojí armádou v počtu 15 000 mužů a 174 děly ochránit důležitou pevnost Nikopol. Než tam, ale dorazil, odehrála se 16. července bitva u Nikopole v niž bylo město Rusy dobyto.

### Obléhání Plevenu

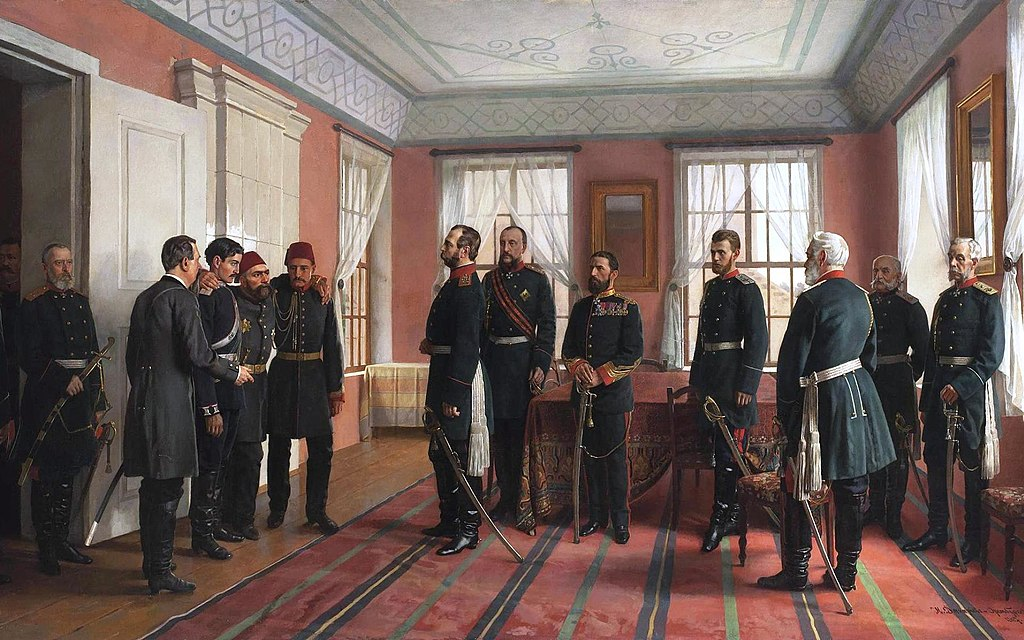
Nikolaj Dmitrijev-Orenburgskij: Zajatého Osmana pašu představují Jeho imperátorskému veličenstvu caru Alexandru II.

Osman si byl vědom, že dalším cílem Ruska bude překonat Starou planinu, poslední důležitou přirozenou překážku před samotným Cařihradem a tažení tímto směrem nemohou Rusové se spojenci riskovat, pokud budou mít nepřátelskou armádu ve svém týlu. Přesunul tedy svou armádu 40 km jižně od Nikopole do Plevenu, města obklopeného kopci a roklemi. První ruský útok 20. července byl snadno odražen.
Poté se pustil do přípravy na další útok. Využil přirozené krajiny a vybudoval silnou síť pevností, příkopových linií a pevnůstek, které mu umožnily plně využívat jeho výzbroj. Jeho dělostřelectvo bylo vybaveno děly se závěrem Krupp, jeho pěchota byla vyzbrojena zadovkami Peabody-Martini a dokonce i opakovačkami Winchester, čímž jeho palebná síla výrazně převyšovala ruskou. Jeho posádka byla posílena o 5 000 vojáků. Dne 30. července Rusové zaútočili znovu a ztratili více než 7 000 vojáků, téměř třetinu útočící síly. Osman zvažoval přechod do protiútoku, ale Rusové se rychle vzpamatovali. Velkokníže Nikolaj Nikolajevič, velitel ruských vojsk, zaslal naléhavý telegram rumunskému knížeti Karlovi I. se žádostí o podporu. Rumunská armáda přitáhla v počtu 40 000 mužů se 112 děly Krupp, stejnými jako měli Turci. Na to byl Karel I. jmenován velitelem společných rusko-rumunských vojsk kolem Plevenu. Od této chvíle měla spojenecká armáda 80 000 vojáků proti osmanským zhruba 40 000 vojáků. Na přání vrchního velitele zahájili spojenci 11. září další rozsáhlý útok. Po dvou dnech bojů se spojencům podařilo vytlačit Turky z několika pevnůstek, ale s výjimkou pevnosti Grivica 1, kterou obsadili rumunští vojáci, bylo vytlačení pouze dočasně. Těžké ztráty donutily spojence zahájit obléhání a město zcela obklíčit. Než bylo obklíčení dokončeno, požádal Osman o svolení ustoupit, ale žádost byla zamítnuta. V prosinci docházelo tureckým jednotkám jídlo a střelivo. Osman došel k závěru, že se po celou zimu neudrží, a i když věděl, že není naděje na žádnou pomoc zvenčí, rozhodl se svými vyhladovělými jednotkami, které navíc trpěly zimou a nemocemi, prorazit obléhací linie. Dne 9. prosince zaútočila osmanská armáda na sektor ruské linie. Ale Rusové útok protiútokem odrazili a zahnali Osmany zpět. Během útoku na Rusy vpadla rumunská armáda Turkům do týlu a zamezila jejich ústupu zpět do opevněného města. Navíc byl Osman raněn kulkou do nohy a jeho vojáci zpanikařili v domnění, že zemřel. S armádou uzavřenou mezi spojeneckými armádami se musel vzdát.
Poté, co byla 13. července 1878 podepsána Berlínská smlouva, která uznala autonomní Bulharské knížectví a nezávislost Rumunského, Srbského a Černohorského knížectví na Osmanské říši, se mohl vrátit z ruského zajetí do Cařihradu, kde byl přivítán jako hrdina. K tomu mu byl přidělen přídomek Gazi (vítězný) a povýšen do hodnosti maršála. Byl ministrem války ve čtyřech vládách.

## Smrt

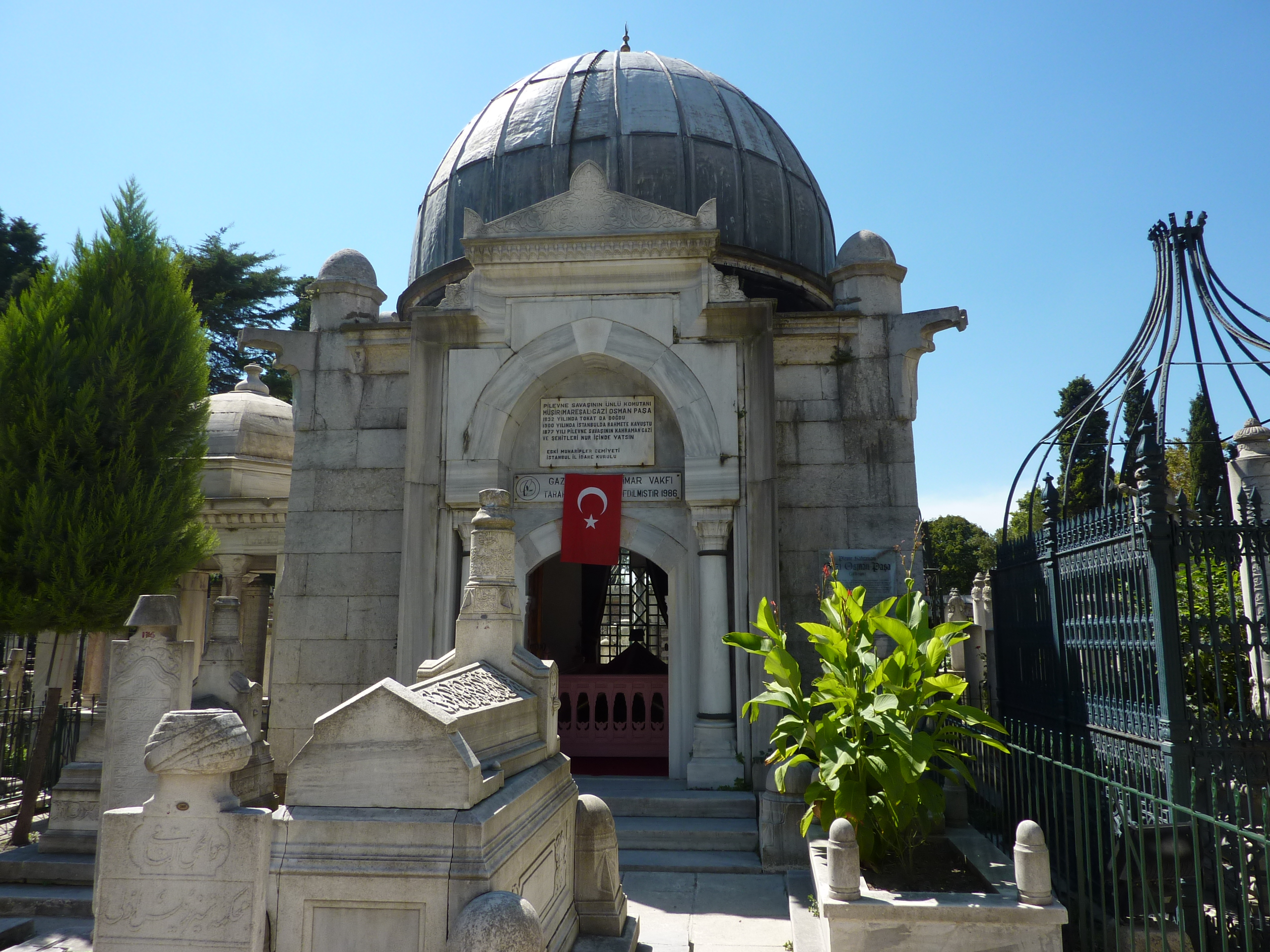
Hrob Osmana paši

Zemřel v noci ze 4. na 5. dubna 1900 v Cařihradu. Byl pohřben podle svého přání u mešity Fatih. Jeho hrob byl osobně převzat Abdülhamidem II., který ho považoval za jednoho z jeho největších generálů. V Turecku je dodnes uctíván jako jakýsi tragický hrdina, který tváří v tvář beznadějným šancím projevil statečnost. Na jeho hrobce je často vidět turecká vlajka.

## Památka
- Na počest Osmana paši a bitvy u Plevenu byl složen Plevenský pochod (Plevne marşı), dodnes v Turecku populární.
- O bitvě u Plevenu a o Osmanovi byla složena populární albánská píseň Nis nizaja pre Stambollit e në Shkodër.
- Po návratu ze zajetí složili vracející se bosenští vojáci báseň Zaplakala Šećer Đula o utrpení Osmana poté, co prohráli bitvu. Text básně vycházel z údajného vztahu Osmana k bosenské dívce. Přestože se k jejímu autorství přihlásilo několik lidí, její skutečný autor není znám. V Bosně a Hercegovině se báseň často hraje jako sevdalinka a byl k natočen videoklip.[10]